# Regimento de Infantaria de Cascais

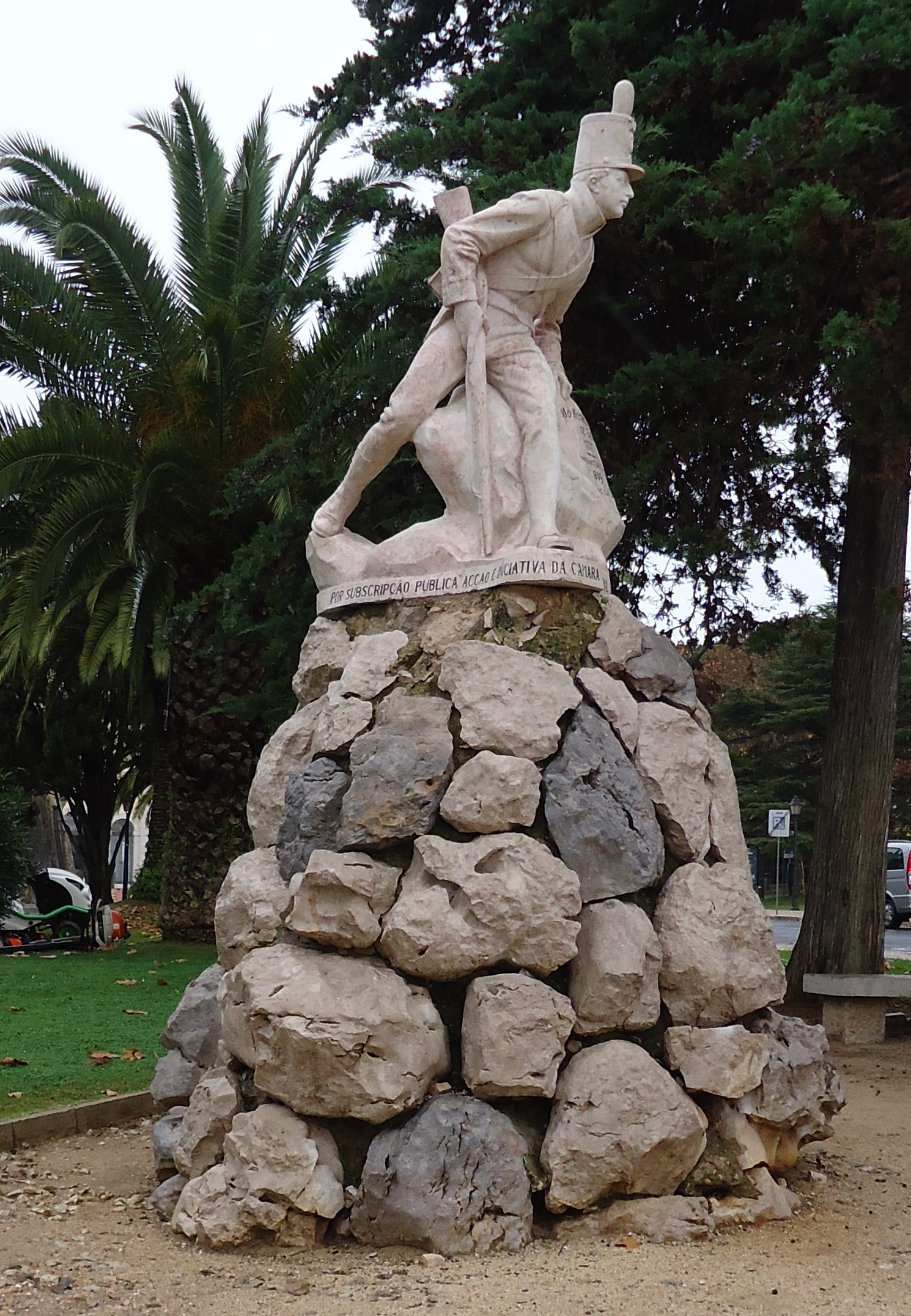
Monumento em homenagem ao Regimento de Cascais.

O Regimento de Infantaria de Cascais foi uma unidade do Exército Português aquartelada em Cascais. Foi originalmente organizado em 1641 como o Terço de Cascais, renomado em 1707 como o Regimento de Infantaria de Cascais, até ser novamente renomeado em 1808 como o Regimento de Infantaria N.º 19, nome que teve até ser extinto em 1834 pela Convenção de Évora Monte. O regimento tinha como patrono Santo António de Pádua.

## História
Foi um dos regimentos organizados em 1641, sob o nome de Terço de Cascais, no contexto da Restauração da Independência do país.
Quando da Guerra do Pacto de Família, foi desdobrado, formando os Regimentos do Marquês do Lavradio e de Dinis de Melo e Castro, em setembro de 1762. Pouco depois, em 10 de maio de 1763 foi reagrupado.
No contexto da Guerra Peninsular tomou a designação de Regimento de Infantaria n.º 19 (19 de maio de 1806). Em 22 de dezembro de 1807 foi licenciado por ordem de Jean-Andoche Junot, passando a integrar o 2.º Regimento de Infantaria da recém-formada Legião Portuguesa, sob o comando do coronel D. Tomás José Xavier de Lima, marquês de Ponte de Lima. Finalmente, em 30 de setembro de 1808 foi mandado reunir em Lisboa e, em 14 de outubro foi formalmente restabelecido.
O Regimento recrutava nas vilas de Cascais, Sobral de Monte Agraço, Arruda, Alhandra, Alverca, Lourinhã, Cadaval e respectivos termos, assim como nas vilas de Castanheira, Povos, Vila Franca de Xira e Vila Verde dos Francos.
Esteve em operação nas seguintes campanhas:
- Campanha do Rossilhão (1793-1795)
- Campanha do Alentejo (1801)
- Batalha do Buçaco (27 de setembro de 1810)
- Batalha de Fuentes d'Oñoro (5 de maio de 1811)
- Sítio de Badajoz (19 de maio a 17 de junho de 1811)
- Assalto a Badajoz (6 e 9 de junho de 1811)
- Sítio a Ciudad Rodrigo (7 a 19 de janeiro de 1812)
- Batalha de Salamanca (22 de julho de 1812)
- Sítio ao Forte do Retiro em Madrid (11 a 13 de agosto de 1812)
- Combate de Ponte de Valladolid (28 de outubro de 1812)
- Batalha da Vitória (21 de junho de 1813)
- Batalha dos Pirenéus (28 a 30 de julho de 1813)
- Batalha de Nivelle (10 de novembro de 1813)
- Batalha de Nive (9 de dezembro de 1813)
- Batalha de Orthez (27 de fevereiro de 1814)